# Аборты в США

Легальность абортов по сроку беременности, по времени от начала последней менструации
Запрещены
Легальны, но недоступны
Разрешены, пока у плода не будет обнаружена сердечная деятельность (≈ 6 недель)
Разрешены до 15 недель
Разрешены до 18 недель
Разрешены до 20 недель
Разрешены до 22 недель (5 месяцев)
Разрешены, пока плод неспособен выжить вне организма женщины (≈ 23 недели)
Разрешены до 24 недель (5½ месяцев)
Разрешены до 2 триместра
Нет ограничения по сроку

Аборты в США имеют разный юридический статус в зависимости от территории. Они были легализованы (исключена возможность для штатов полностью запрещать аборты) на федеральном уровне с 1973 до 2022 года решением Верховного суда США по делу «Роу против Уэйда». Ограничения на аборт и их финансирование варьируют в зависимости от штата. В 1992 году штатам были предоставлены более широкие возможности ограничивать аборты решением Верховного суда США по делу «Американская федерация планирования семьи против Кейси»; в 2007 году решением по делу «Гонзалес против Кархарта» за федерацией были признаны полномочия запретить аборт путём IDX.
Демократическая партия США поддерживает легальность абортов, Республиканская партия США выступает за запрет абортов на поздних стадиях беременности и за отказ от государственной поддержки абортов в целом.
1 сентября 2021 года в штате Техас вступил в силу закон, который запрещает прерывание беременности после шестой недели (закон о сердцебиении), без исключений на случаи инцеста и изнасилования. Федеральные власти оспорили его в суде как антиконституционный. Такие законы прежде пытались провести несколько штатов, но суды отменяли их все как противоречащие решению Верховного суда США по делу «Роу против Уэйда».
В июне 2022 года решением по делу «Доббс против «Организации женского здоровья Джексона»» Верховный суд США постановил, что конституция США не предусматривает права на аборт, и тем самым отменил легализацию абортов на федеральном уровне и передал права на регулирование абортов штатам. Во многом это решение стало возможным благодаря действиям президента США Дональда Трампа, который назначил трёх новых судей Верховного суда, что изменило баланс в пользу консерваторов: шестеро против троих. Это решение вызвало уличные протесты в различных городах страны.
В нескольких штатах США действовали так называемые условные законы, предусматривавшие вступление в силу запрета на аборты после соответствующего решения Верховного суда США, а также законы, принятые до 1973 года. В результате решение Верховного суда США привело к запрету абортов в Кентукки, Луизиане, Миссури, Оклахоме и Южной Дакоте. Во всех этих штатах, кроме Оклахомы, аборты запрещаются, даже если беременность наступила в результате изнасилования или инцеста.
Согласно соцопросам, 61 % американцев считает, что аборты должны быть законны в первом триместре, но с другой стороны только 34 % считает, что аборты должны быть законны во втором триместре.
По состоянию на май 2024 года на Аляске, в Аризоне, в Калифорнии, в Колорадо, в Иллинойсе, в Канзасе, в Мэриленде, в Миссури, в Мичигане, в Миннесоте, в Монтане, в Нью-Йорке, в Северной Дакоте, Огайо и в Вермонте право на аборт либо прямо предусмотрено в конституциях этих штатов, либо признано верховными судами этих штатов.
В ноябре 2024 года на референдумах в Аризоне, Колорадо, Нью-Йорке, Мэриленде, Миссури, Монтане и Неваде были приняты решения, подтверждающие или расширяющие право на аборт.